# Pipa (instrumento)

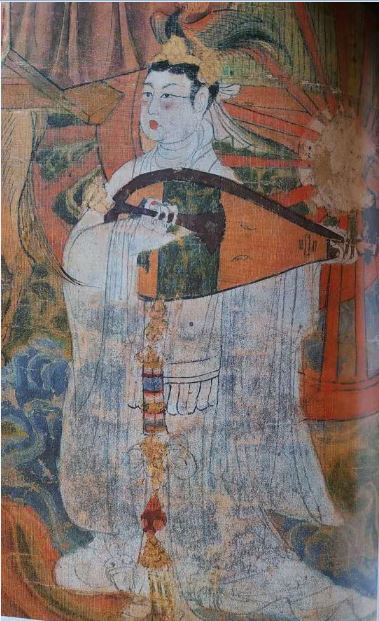
Mujer como personificación del planeta Venus tocando una pipa, 897 d. C., cuevas de Mogao.

La pipa (en chino, 琵琶; pinyin, pípa; Wade-Giles, p'i2-pa2) es un instrumento de cuerda pulsada tradicional chino parecido al laúd occidental. La pipa aparece citada por primera vez en textos que datan del siglo II a. C. Han derivado del mismo varios instrumentos tradicionales orientales, el más conocido de los cuales es la biwa, el vietnamita đàn tỳ bà y el coreano bipa, que ya no se utiliza, conservándose sólo algunos instrumentos en museos.
'pipa está formado de las dos sílabas chinas "pí" (琵) y "pá" (琶). Se refieren precisamente a las dos maneras más comunes de tocar el instrumento: "pí" significa empujar con el dedo índice de la mano derecha de derecha a izquierda y "pá" significa tirar con el pulgar de la mano derecha de izquierda a derecha, en la dirección correcta
La "pipa" es un instrumento de cuatro cuerdas en las que la caja de resonancia tiene forma de pera. Tiene un mástil corto y curvado que cuenta con treinta trastes que cubren parte de la tapa armónica ofreciendo así una gran extensión. Después de la dinastía Tang (618-907), la pipa mantuvo su popularidad como instrumento solista y como instrumento de conjunto musical. En aquel tiempo se tocaba con plectro, pero posteriormente se dejó de utilizar pasando a ser utilizadas las uñas de los dedos. 
La técnica de ejecución exige una gran destreza que debe permitir la producción de efectos virtuosos y de carácter descriptivo. Se combinan los trémolos que se obtienen rozando con los cinco dedos, los pizzicatos, los juegos de armónicos, los ruidos, etc.